# Finnsen
Finnsen är en sjö i Ovanåkers kommun i Hälsingland och ingår i Ljusnans huvudavrinningsområde. Sjön är 11 meter djup, har en yta på 0,32 kvadratkilometer och är belägen 253 meter över havet.

## Delavrinningsområde
Finnsen ingår i det delavrinningsområde (680101-148399) som SMHI kallar för Mynnar i Voxnan. Medelhöjden är 288 meter över havet och ytan är 10,04 kvadratkilometer. Det finns inga avrinningsområden uppströms utan avrinningsområdet är högsta punkten. Vattendraget som avvattnar avrinningsområdet har biflödesordning 3, vilket innebär att vattnet flödar genom totalt 3 vattendrag innan det når havet efter 115 kilometer. Avrinningsområdet består mestadels av skog (96 procent). Avrinningsområdet har 0,32 kvadratkilometer vattenytor vilket ger det en sjöprocent på 3,2 procent.